# 三重青年師範学校
| 三重青年師範学校 （三重青師） | 三重青年師範学校 （三重青師） |
| ----------------------------- | ----------------------------- |
| 創立                          | 1944年                        |
| 所在地                        | 三重県松阪市                  |
| 初代校長                      | 杉山隆二                      |
| 廃止                          | 1951年                        |
| 後身校                        | 三重大学                      |
| 同窓会                        | 三重大学 教育学部同窓会       |

三重青年師範学校 （みえせいねんしはんがっこう） は、1944年 （昭和19年） に設立された青年師範学校である。

## 概要
- 1925年 （大正14年） 設立の三重県立農業補習学校教員養成所を起源とする。
- 1944年、三重県立青年学校教員養成所 （1935年設立）・三重県立女子青年学校教員養成所 （1938年設立） の統合・官立移管により三重青年師範学校となった。
- 第二次世界大戦後の学制改革により、新制三重大学学芸学部 （現・教育学部） の母体の一つとなった。

## 沿革

### 男子部前史
- 1925年2月27日： 三重県立農業補習学校教員養成所設立 （文部省告示第84号）。
  - 修業年限1年。三重高等農林学校に併設。
- 1925年4月16日： 第1回入所式。
- 1928年4月： 三重県立実業教員養成所と改称 （1927年12月16日文部省告示第76号）。
  - 修業年限2年に延長。
- 1935年4月： 三重県立青年学校教員養成所と改称 （文部省告示第382号）。
- 1938年5月： 臨時養成科 （1年制） を設置 （1942年4月廃止）。
- 1943年3月： 3年制に延長。
- 1943年4月： 飯南郡花岡町大黒田 （現・松阪市大黒田町） の花岡町立高等公民学校に移転。

### 女子部前史
- 1938年3月18日： 三重県立女子青年学校教員養成所学則制定 （三重県令第18号）。
- 1938年4月1日： 三重県立女子青年学校教員養成所開所。
  - 修業年限2年。三重県女子師範学校 （亀山） に併設。

### 三重青年師範学校
- 1944年4月1日： 男女両青年学校教員養成所の統合・官立移管により三重青年師範学校設置。
  - 旧三重県立青年学校教員養成所に男子部、旧三重県立女子青年学校教員養成所に女子部を設置。
  - 男子部は本科3年制、女子部は当初本科2年制 （1947年度から3年制）。
- 1945年4月： 男子部、松阪市殿町の三重県立松阪商業学校校舎に移転。
- 1945年9月： 女子部も松阪に移転。
- 1946年10月： 花岡町立高等公民学校を附属青年学校とする。
- 1947年3月： 校舎が青年師範学校専用となる。
- 1947年4月： 附属中学校 （新制） を開設 （三重大学教育学部附属中学校の前身の一つ）。
- 1948年4月： 附属青年学校を附属高等学校 （新制） に改組 （1953年3月廃止）。
- 1949年5月31日： 新制三重大学発足。
  - 三重師範学校と共に学芸学部の母体として包括された。
  - 青年師範学校校地には学芸学部松阪分校が設置された。
- 1951年3月： 三重大学三重青年師範学校 （旧制）、廃止。

## 歴代校長
三重県立青年学校教員養成所（前身諸校を含む）
- 所長： 宇田一 （1925年4月 - ? ）
- 所長： 高橋隆道
- 所長： 中野清作
- 所長： 中島桂蔵

三重県立女子青年学校教員養成所
- 所長： 中川竹次郎
- 所長： 前田恒治

官立三重青年師範学校
- 校長： 杉山隆二 （1944年4月 - 1945年11月24日[1]）
  - 三重師範学校と兼務
- （兼）校長： 長谷川亀太郎 （1945年11月24日[1] - 1946年7月）
  - 同上
- 校長： 渡辺誉五郎 （1946年7月 - 1951年3月）

## 校地の変遷と継承
三重青年師範学校男子部は、前身の三重県立青年学校教員養成所から引き継いだ飯南郡花岡町 （現・松阪市大黒田町） の校地で発足した。翌1945年4月、松阪市殿町にあった三重県立松阪商業学校校舎に移転した。第二次世界大戦後の 1945年9月、三重師範学校女子部 （亀山町東町、現・亀山市本町） に併設されていた三重青年師範学校女子部が松阪に移転し、男子部・女子部の校地が統合された。
松阪校舎は後身の三重大学学芸学部に継承され、学芸学部松阪分校となった。松阪分校は 1951年4月に津市丸之内の学芸学部本校に統合されたが、職業科・家政科の教室のみは松阪に残され、松阪分教場となった。1954年5月、松阪分教場は本校に統合され廃止。松阪校地は三重県に返還された。旧・松阪校地は三重県立松阪工業高等学校のグラウンドとなっている。

## 著名な出身者
- 美馬昇（学校法人生光学園創設者）

## 参考書籍
- 三重大学教育学部同窓会百周年記念事業会（編） 『三重大学教育学部創立百年史』 三重大学教育学部同窓会百周年記念事業会、1977年。